# تيري ميليغان
تيري ميليغان (بالإنجليزية: Terry Milligan) (7 مارس 1930 – 20 يونيو 2002) هو ملاكم آيرلندي راحل، مثّل بلاده في الألعاب الأولمبية الصيفية 1952.

## روابط خارجية
تيري ميليغان على موقع أوليمبيديا (الإنجليزية)
- تيري ميليغان على موقع اتحاد ألعاب الكومنولث (مؤرشف) (الإنجليزية)